# Поход венгров в Испанию (942)

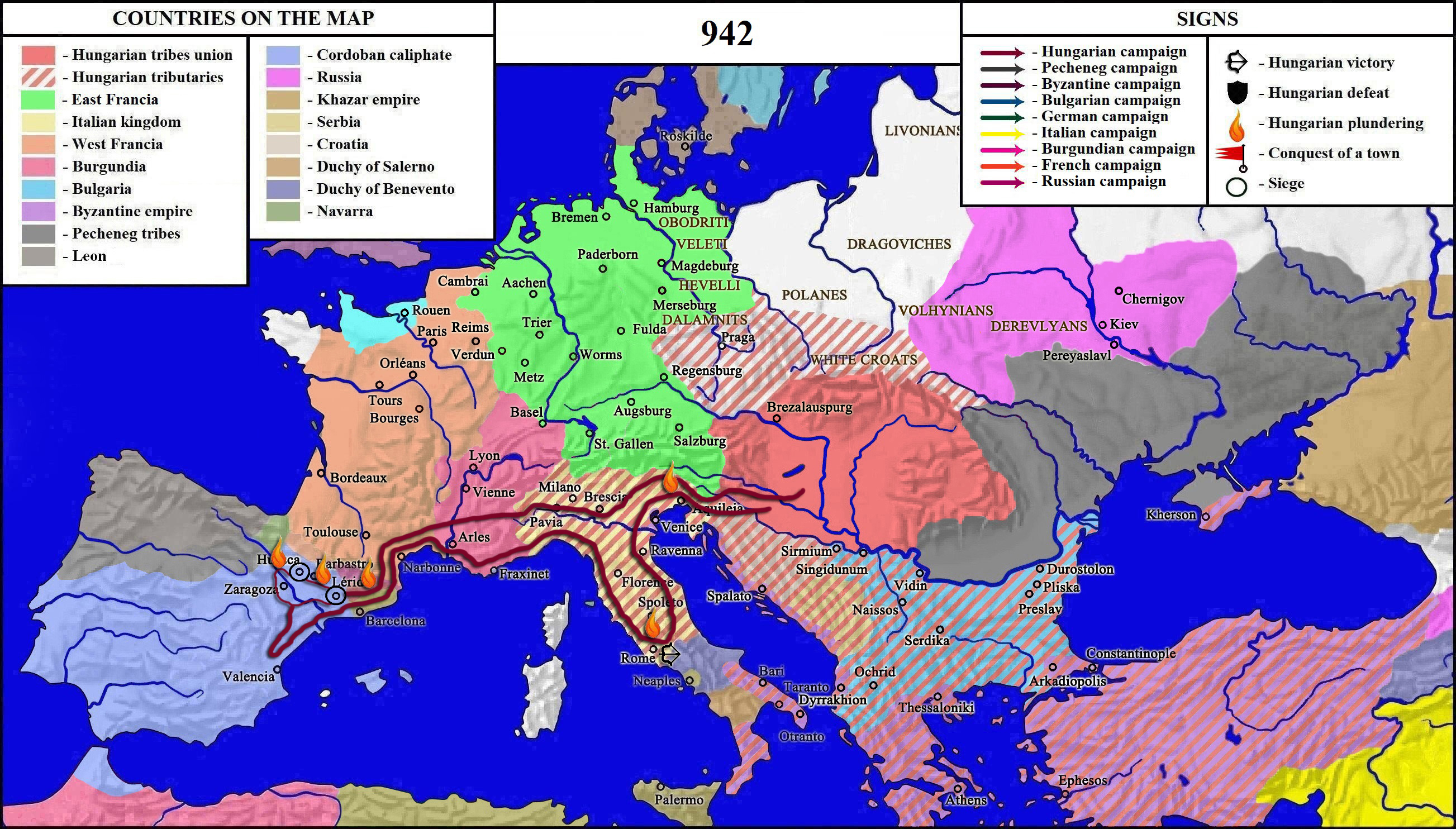
Кампания венгров в Италии, Бургундии, Южной Франции и Испании в 942 г.

Поход венгров в Испанию, состоявшийся в июле 942 года. Это был самый дальний западный поход, который венгры предприняли во время их миграции в Центральную Европу. Венгерская армия пересекла значительную часть Европы и осадила три города за Пиренеями. Разбив армию Кордовского халифата и захватив одного из местных правителей, они покинули территорию страны после того как получили крупный выкуп. Несмотря на свою непродолжительность, набег оказал заметное влияние на политическую ситуацию в регионе.

## История
Первый раз венгры, возможно, добрались до Нима и Пиренеев во время дальнего набега 924—925 годов.
Единственный известный сегодня документ, зафиксировавший пересечения венграми Пиренеев сохранился у Ибн Хайяна в его книге «Китаб аль-Муктабис» («Тот, кто ищет знания об истории аль-Андалуса») — произведение было закончено незадолго до смерти автора, в 1076 году. Рассказ Ибн Хайяна о венграх опирался на утерянный источник X века: согласно ему венгерский отряд прошёл через Лангобардское королевство (север современной Италии), а затем — через юг современной Франции, практически непрерывно сражаясь на этом пути. Затем венгры вторглись в Тагр аль-Акну — северо-западную пограничную провинцию Кордовского халифата.
7 июля 942 года основная армия начала осаду Лериды. В тот период города Лерида, Уэска и Барбастро управлялись членами семьи Бану ат-Тавиль: первыми двумя правил Муса ибн Мухаммад, а Барбастро находился под контролем его брата, Яхьи ибн Мухаммада. Осадив Лериду, венгерская конница совершила набег на Уэску и Барбастро, где 9 июля, в результате сражения, захватила правителя Яхью:
Тот, кто сообщил о [венграх], сказал, что их земля находится на дальнем востоке, и что печенеги соседствуют с ними на востоке, что земля Рима находится в направлении Мекки от них, и что земля Константинополя немного к востоку от них. На их севере находится город Моравия и другие города славян. К западу от них находятся саксы и франки. Чтобы добраться до земли Андалусии, они пересекли большое расстояние, часть которого - пустыня... Их путь во время их марша пересёк Ломбардию, которая граничит с ними. [От Ломбардии их отделало восемь дней пути.] Их жилища находятся на Дунае, и они являются кочевниками - как арабы - без городов и домов, живущих в войлочных палатках в разных местах...
Ибн Хайян также называл семь венгерских «вождей» — слово «amīr» является общим термином для царя или правителя: «У них было семь вождей, среди которых величайшим достоинством обладал Джила, за ним следовал Эскер, за ним Бульцкуди, затем Башман, Алпар, Глад и, наконец, Хархади». Предполагалось, что это были командиры семи отрядов, составлявших общую армию, собранную для вторжения — но существует и более вероятная версия, что это были имена семи вождей венгерских племён. Возможно, сам Ибн Хайян полагается при этом на византийский источник. В более поздней историографии Алпар и Глад «запомнились» как побеждённые венграми враги. Дьёрдь Дьёрффи утверждал, что «передел власти» после 942 год привёл к подобному результату.
Информация о местонахождении самой Венгрии, её лидерах и маршруте продвижения вторгшейся армии, возможно, поступала от пяти пленных венгров, которые, согласно Ибн Хайяну, обратились в ислам и были включены в личную гвардию кордовского халифа. Яхья заплатил за свою свободу большой выкуп, и был освобождён уже 27 июля. Затем он отправился в Кордову, чтобы «принести поклон» халифу Абд ар-Рахману III:
Впоследствии они [пленники] стали мусульманами, и он взял их себе на службу. Из далекой Тортосы [14 сентябрь 942 года] пришла весть о том, что [Яхья ибн Мухаммад] выслал крупную сумму для этих "турок".
Не имея продовольственных запасов и не найдя достаточного количества фуража для своей многочисленной армии, венгры покинули Пиренейский полуостров уже через несколько дней.

## Последствия
Согласно Ибн Хайяну, вторжение серьёзно повлияло на внутреннюю политическую ситуацию в регионе: новость о рейде и страхе, который распространился среди мусульман перед возможными новыми вторжениями, «вдохновили» короля Рамиро II из Леона отказаться от договора, который он заключил с халифом годом ранее, в 941 году. Современные исследователи полагают, что венгры стали скорее поводом, чем причиной, для разрыва договора — их вторжение было использовано для того, чтобы «не потерять лицо» при разрыве соглашения.